# Palacio Tezanos Pinto
El Palacio Tezanos Pinto es una antigua residencia de estilo academicista francés en el barrio de Palermo Chico, donde hoy funciona la Embajada de Haití en Argentina. Es conocido por haber sido la residencia de miembros la familia Tezanos Pinto y una de las sedes del grupo parapolicial de la derecha peronista Triple A.

## Historia

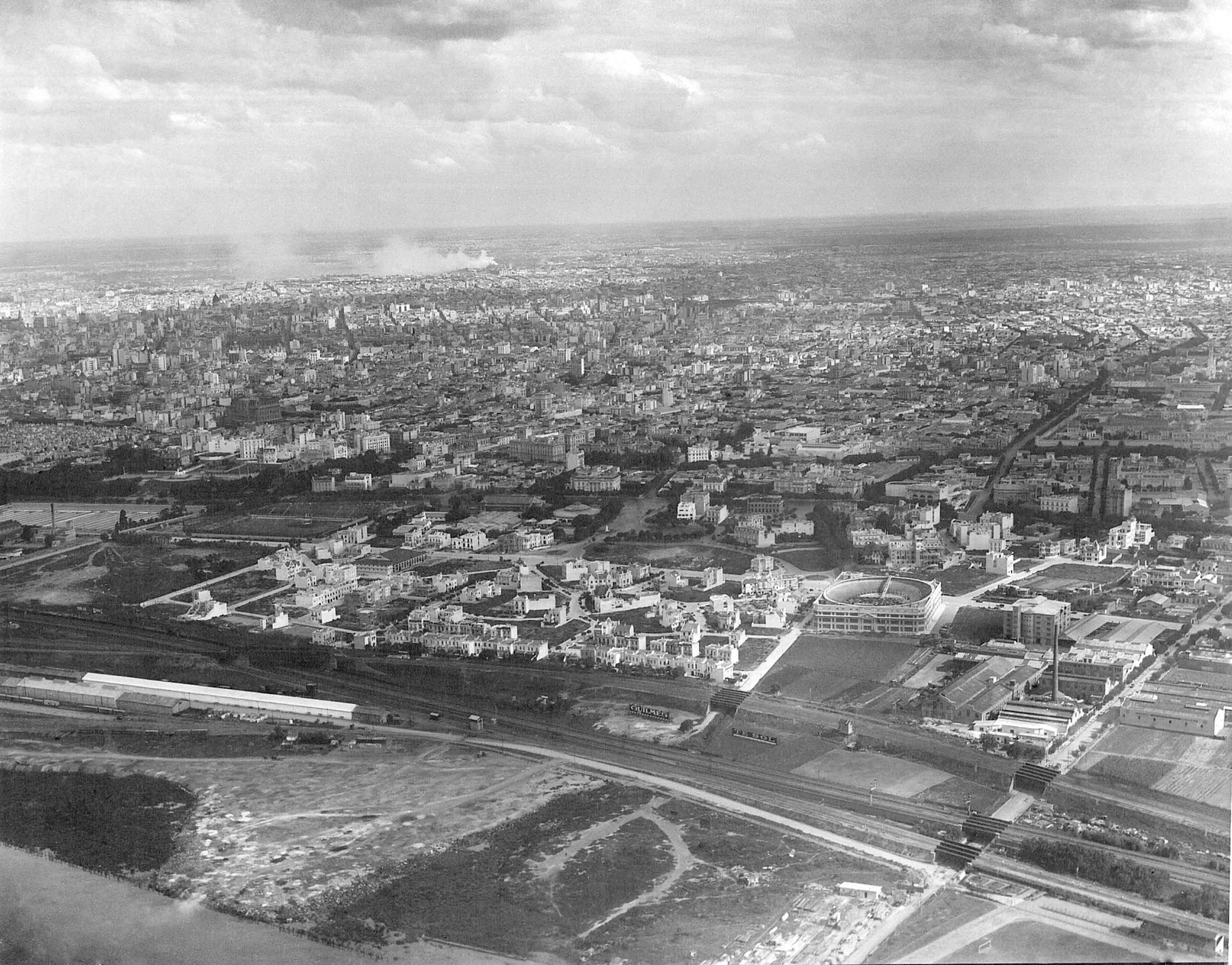
Visa aérea de Palermo Chico, donde se encuentra el Palacio Tezanos Pinto, c.1925

El barrio de Palermo Chico fue diseñado en 1912 por Carlos Thays, aprovechando los terrenos donde se había realizado la Exposición Industrial de los festejos del Centenario dos años atrás. Fue concebido como una zona con abundante vegetación autóctona y pocas líneas rectas en el trazado urbano.
Aunque no se ha encontrado información sobre el año de construcción o el autor del Palacio Tezanos Pinto, desde tan temprano como alrededor de 1925 podemos apreciar la residencia en las imágenes aéreas tomadas por los pilotos Bautista Borra y Enrique Broszeit. En 1928 se publica un artículo del barrio donde distinguimos con nitidez al edificio, cuya fachada no ha cambiado desde entonces.
Los primeros en residir en el palacio que se tenga noticia son la familia Tezanos Pinto Méndez Terrero, que le dan su nombre. Esta familia estaba conformada por el abogado César de Tezanos Pinto Torres Agüero, juez camarista de Buenos Aires, vicedecano de la Facultad de Derecho de la Universidad de Buenos Aires, y miembro de la Real Academia de Jurisprudencia; su mujer María Cristina Méndez Terrero y sus siete hijos.

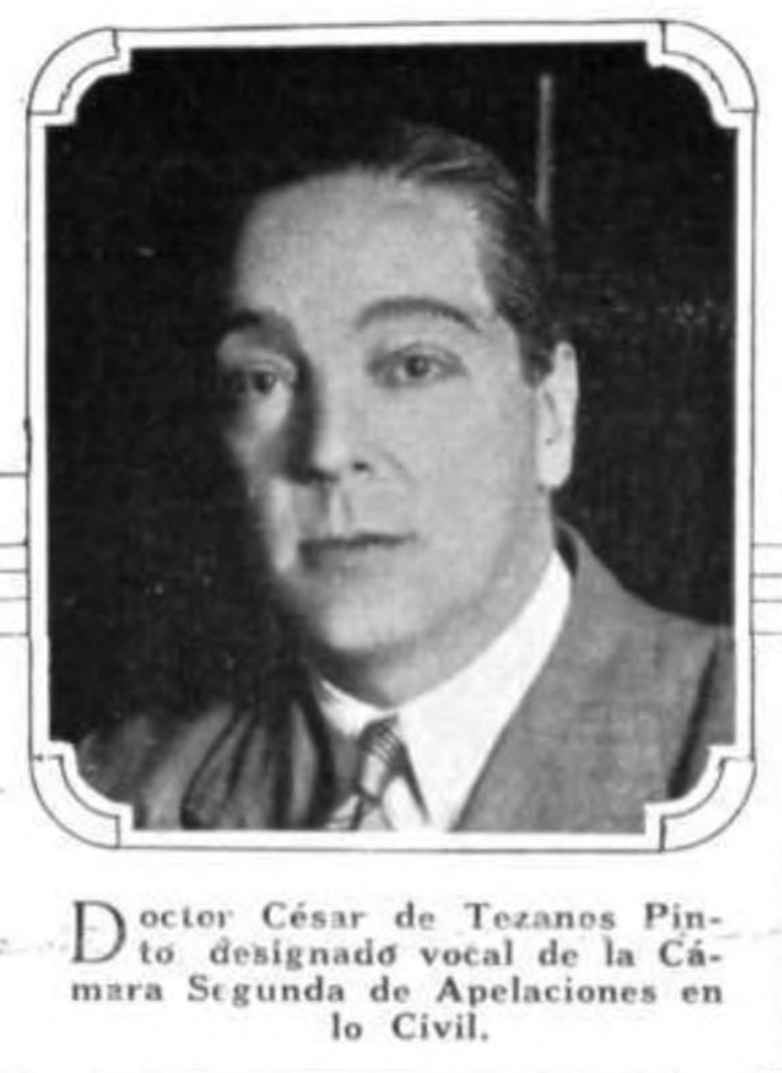
El Dr. César de Tezanos Pinto, dueño del palacio.

En 1935 una nota de la Revista Atlántida muestra los interiores de la residencia, que contaba entre otros ambientes con un salón,comedor, biblioteca, antecámara y saloncito adjunto.
La familia Tezanos Pinto vivió allí varios años, pero para 1955 ya se habían mudado a un edificio de rentas, el Palacio Estrugamou, del barrio de Retiro.
Tiempo después el palacio se convirtió en la sede diplomática de la República Democrática Alemana.
Para 1975, hacía poco que la legación alemana había abandonado el lugar. El edificio pasó a ser de la familia Mariscotti, que alquiló el inmueble a Felipe Romeo. Allí pasó a funcionar entonces la edición de la revista de ultraderecha El Puntal, dirigida por Romeo, y sucesora de la revista El Caudillo. Según el testimonio del teniente primero Juan Segura, el 15 de abril de 1975, al acercarse a pedir un teléfono por auxilio mecánico de su automóvil a la sede de la revista, lo recibió una mujer que dijo ser la secretaria privada del político José López Rega. Luego se acercaron policías y un civil que le informaron que allí funcionaba una sede de la organización Alianza Anticomunista Argentina (Triple A). Pocos meses más tarde, sin embargo, caería López Rega y con él el grupo clandestino.
El edificio siguió en manos privadas hasta adquirir su uso actual hacia 1986, año en el que ya figura como embajada de la República de Haití.

## Estilo

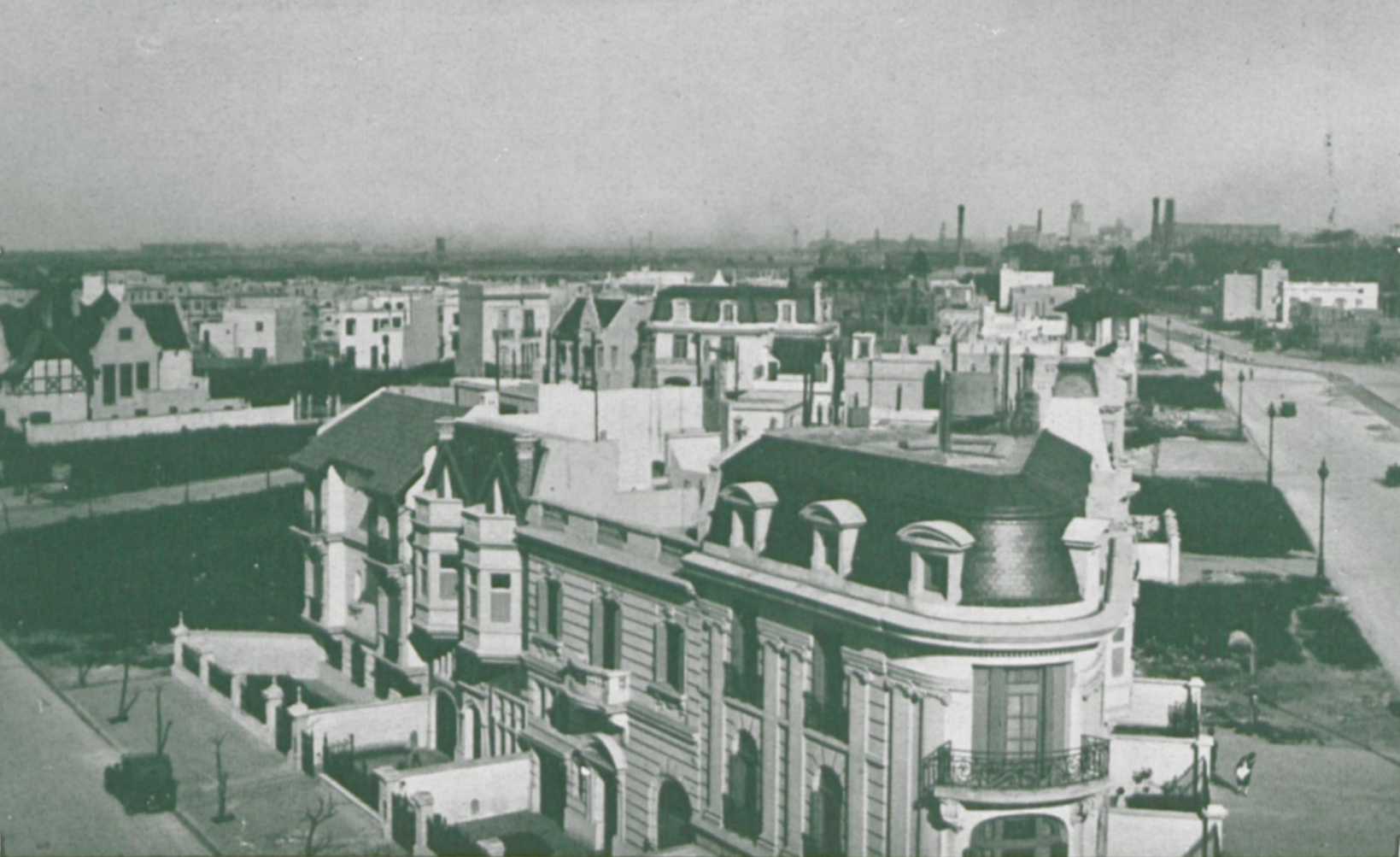
Vista aérea del Palacio Tezanos Pinto, en los '1920

El Palacio Tezanos Pinto es un gran exponente del estilo Beaux Arts. Aunque este estilo tuvo su apogeo en la época conocida como Belle Époque, en Buenos Aires siguió estando vigente su uso décadas después. Algunos edificios contemporáneos de las mismas líneas en esa ciudad son la Academia Nacional de Ciencias, el Palacio de Correos, o el Palacio Estrugamou.
El edificio se plantea como el modelo arquetípico de hôtel particulier francés con sus cuatro niveles: basamento, planta noble, piso de habitaciones particulares y una mansarda que remata el conjunto. Se combina el símil piedra París de los primeros tres niveles con la pizarra francesa de la mansarda, típico de este estilo arquitectónico. Sin embargo, la baja altura del basamento, la desproporción de las pilastras y su terminación a la altura del dintel le quitan armonía al conjunto. 